# Лог Синий
Лог Си́ний — река в России, протекает в Аннинском районе Воронежской области. Правый приток реки Курлак (бассейн Дона). Длина реки составляет 10 км, площадь водосборного бассейна 29,4 км².

## География
В настоящее время река потеряла свой статус под воздействием антропогенных и других факторов. Расстояние до устья 45 км. У реки 1 приток длиной 4 км. На Логу Синем построено несколько прудов.
На реке находится посёлок Центральная Усадьба совхоза «Пугачевский».